# Ракова алея

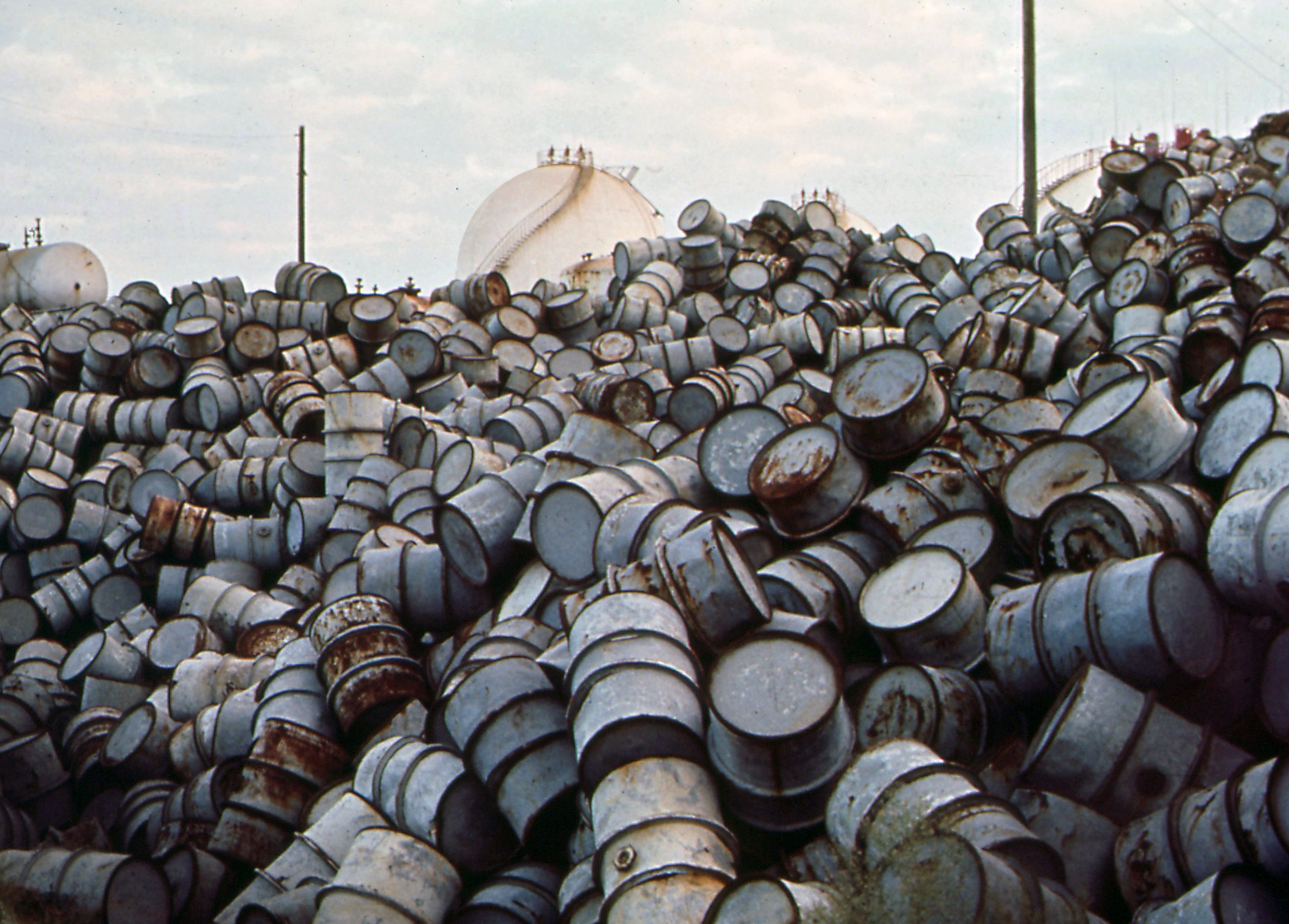
Курган з нафтових бочок біля нафтопереробного заводу ExxonMobil в Батон-Ружі уздовж річки Міссісіпі в грудні 1972 року.

Ракова алея (фр. Allée du Cancer) — регіональна назва 137-кілометрової ділянки землі вздовж річки Міссісіпі між Батон-Руж і Новим Орлеаном, у штаті Луїзіана, де розташовано понад 200 заводів з перегонки нафти і нафтопереробних підприємств. На цю територію припадає 25% нафтохімічного виробництва в США. Регіон вважається пожертвуваною зоною. На Раковій алеї сорок шість осіб на мільйон ризикують захворіти на рак, тоді як середній показник по країні становить приблизно тридцять осіб на мільйон. Аномально високий ризик захворювання на рак і концентрація нафтохімічних підприємств надихнули на прізвисько «Ракова алея».
Крім того, дослідники виявили, що расова нерівність у ризику захворювання на рак через забруднення повітря погіршується зі збільшенням концентрації меншин у регіоні. Люди в районах з переважанням чорношкірого населення ризикують на 16% більше, ніж у районах з переважанням білошкірого населення, а імовірність захворіти в районах з низьким рівнем доходу на 12% більше, ніж у районах з високим рівнем доходу. Лідери громади, такі як Шерон Лавін, очолили протест проти розширення нафтохімічної промисловості на Раковій алеї, а також проти пов'язаних з цим расової та економічної нерівності.

## Історія

Луїзіана на мапі США

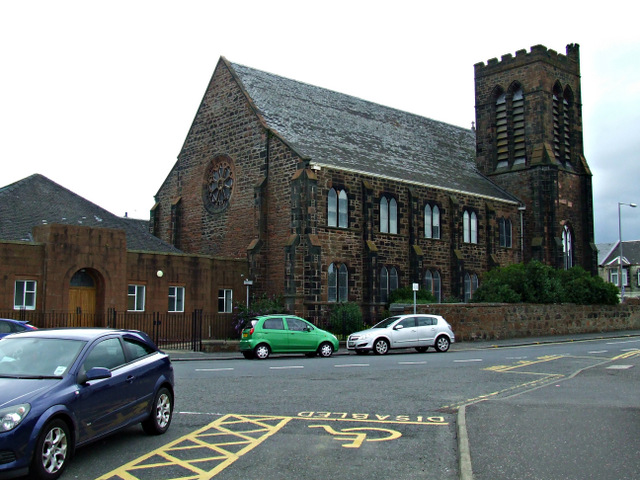
Округ Сент-Джеймс

У 1987 році, коли мешканці однієї з вулиць у Сент-Гейбріелі (Луїзіана), переважно афроамериканці з низьким рівнем доходу, помітили велику кількість випадків захворювання на рак у своїй громаді, їй була присвоєна назва «Ракова алея». По мірі того, як подібні випадки ставали все більш поширеними в навколишніх районах, «алея» розрослася і охопила 137 кілометрів вздовж річки Міссісіпі.
Округ Сент-Джеймс складається з 48,8% афроамериканців. 16,6% її населення живе в бідності. Однак ця демографічна ситуація не відображається на зайнятості на виробничих підприємствах. Обстеживши 11 заводів округу Сент-Джеймс, дослідники виявили, що на цих підприємствах працює лише від 4,9% до 19,4% афроамериканців, що є надзвичайно низьким показником у порівнянні з загальною кількістю населення.
У 2019 році Луїзіана посіла п'яте місце за рівнем смертності від раку в США. У той час як середній показник по країні становить 149,09 смерті на 100 000, у Луїзіані він становив 168,1 смерті на 100 000. Однак, за даними Статистичного центру Американського онкологічного товариства, фактори ризику розвитку раку в Луїзіані в багатьох категоріях відповідають середнім показникам по країні. За відсотком жителів з надмірною вагою та ожирінням штат посідав 3 і 4 місця в країні в 2017 і 2018 роках. Луїзіана також посіла 6 місце в країні за кількістю людей, які захворіли на рак між 2014 і 2018 роками.
У 2018 році дані Інвентаризації викидів токсичних речовин (TRI) показали, що Луїзіана посіла п'яте місце в країні за загальним обсягом викидів на квадратну милю. У 2018 році в Луїзіані з населенням 4,67 мільйона осіб було вироблено 4 мільярда кілограмів відходів, що на 5,3% менше, ніж у 2000 році (9,4 мільярда), незважаючи на зростання населення та промисловості за той самий період часу. У 2003 році сім з десяти заводів штату з найбільшими комбінованими викидами на території та за її межами були розташовані в Раковій алеї, і чотири з десяти заводів з найбільшими викидами на території штату були розташовані там само.
У 1969 році компанія DuPont відкрила завод з виробництва хімічної речовини хлоропрену, основного інгредієнта неопрену. У 2015 році завод було продано японській хімічній компанії Denka. Територія, що безпосередньо прилягає до заводу з виробництва неопрену Denka/DuPont в окрузі Сент-Джон-Баптист, була визнана Агентством з охорони навколишнього середовища як така, що несе ймовірність захворіти на рак через забруднення повітря у понад 700 разів вищу, ніж у середньому в країні.
Ракова алея — це відома пожертвувана зона. Пожертвувана зона визначається як географічна територія, яка була забруднена небезпечними хімічними речовинами. Цей термін виник під час холодної війни для опису територій, забруднених внаслідок видобутку та переробки урану для створення ядерної зброї. Сьогодні визначення цього терміну розширили, включивши до нього будь-яку територію, що зазнає непропорційного впливу небезпечних забруднювачів.

## Громадські організації

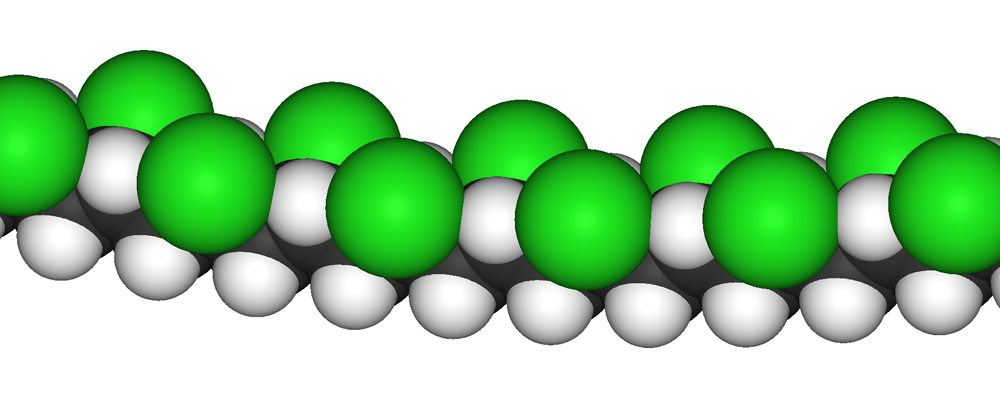
Вигляд молекул полівінілхлориду

Несправедливість в Раковій алеї призвела до того, що люди, які живуть у певній місцевості, працюють разом, щоби боротися за свої спільні інтереси. Зазвичай це стосується історично недостатньо представлених груп. З 1970-х років деякі громади брали участь в заходах за недопущення будівництва нових заводів на цій 137-кілометровій ділянці землі.
У 1996 році компанія Shintech Inc. оголосила про створення трьох нових заводів з виробництва полівінілхлориду (ПВХ) у місті Конвент, штат Луїзіана. У 1997 році штат Луїзіана видав компанії Shintech дозвіл на реалізацію проєкту, незважаючи на те, що компанія визнала, що ці заводи будуть щорічно викидати в повітря понад 282 000 кілограмів забруднюючих речовин. Населення в радіусі восьми кілометрів від місця розташування цих заводів на 81% складається з афроамериканців, у порівнянні з населенням округу, яке складається з афроамериканців лише на 49%.
Мешканці Конвента не погодилися з цим рішенням. У відповідь коаліція під назвою «Громадяни Сент-Джеймса за довкілля» привернула увагу багатьох правових груп, зокрема Клініки екологічного права університету Тулейн та Фонду правового захисту клубу Сьєрра. Командна робота громадських організаторів та правових груп дала змогу вести юридичні баталії проти компанії, і в 1998 році компанія Shintech вирішила відмовитися від своїх проєктних планів.
Ще одним яскравим прикладом роботи громадських організацій на Раковій алеї є марш, організований у 1988 році Асоціацією орендарів узбережжя Мексиканської затоки та Грінпіс. Ці групи зібрали протестувальників по всьому округу, намагаючись підвищити обізнаність про проблеми зі здоров'ям та навколишнім середовищем, які створює виробництво. Одна з головних перемог руху за екологічну справедливість була здобута в 1992 році, коли 750 мешканців маленького містечка Воллес розпочали судовий процес, який зрештою переконав компанію «Formosa» побудувати свій завод з переробки целюлози в іншому місці.
Однак, наміри корпорації «Formosa» не зупинилися на цьому, як не зупинився і спротив громадських організацій. «Formosa Plastics» запропонувала проєкт «Саншайн» — промисловий комплекс вартістю 9,4 мільярда доларів, який був би розташований на західному березі округу Сент-Джеймс і який, за оцінками, повинен був стати нафтохімічним і пластмасовим проєктом, що завдав би найбільшої шкоди навколишньому середовищу — 13 628 086 тонн викидів парникових газів на рік. Запропонований комплекс повинен був займати 10 км{\displaystyle ^{2}} і розташовуватися за милю від місцевої початкової школи, що викликало занепокоєння місцевих жителів і захисників довкілля. 15 січня 2020 року «RISE St. James», релігійна громадська організація членів громади округу Сент-Джеймс, спільно з неприбутковою природоохоронною організацією «Центр біологічного різноманіття», громадською організацією «Луїзіанська ковшова бригада» і неприбутковою організацією «Здорова затока» (англ. Healthy Gulf) подала до суду на адміністрацію Дональда Трампа за дозвіл на будівництво нафтохімічного комплексу, запропонованого компанією «Formosa Plastics». Позов мав на меті визнати недійсним дозвіл корпусу інженерів армії CША на виконання «акту про чисту воду», виданого за рік до цих подій. З'ясувалося, що незалежні археологи, яких найняла «Formosa Plastics», виявили, що під ділянкою площею 9 км{\displaystyle ^{2}}, на якій компанія планувала побудувати свій нафтохімічний комплекс, у безіменних могилах були поховані раби. Посилаючись на порушення федеральних законів при схваленні знищення водно-болотних угідь, лінії захисту регіону від стихійних лих, що поступово зменшувалася, а також на нездатність захистити воду, повітря і здоров'я навколишніх громад, і порушення «закону про охорону історичних пам'яток», позов вимагав скасування дозволу, виданого у вересні 2019 року, а також проведення оцінки впливу на довкілля. 4 листопада 2020 року корпус інженерів армії CША оголосив про свої плани призупинити дозвіл на реалізацію проєкту «Саншайн», що стало приємною перемогою для організацій та окремих осіб, які прагнули екологічної справедливості.
Хоча за діями компанії «Formosa Plastics» в окрузі Сент-Джеймс ще варто стежити, важко ігнорувати безправ'я та експлуатацію чорношкірих людей, що тривають протягом багатьох поколінь. «Одна деспотична економіка породжує іншу», — говорить з цього приводу Барбара Л. Аллен, професорка суспільних наук політехнічного інституту і університету штату Вірджинія. Вона продовжує: «Велика річкова дорога була побудована на тілах рабів. Хімічний коридор несе відповідальність за тілесний тягар на нащадках рабів». Її слова особливо доречні у зв'язку зі створенням робочих місць, які обіцяють з кожним новим заводом у Раковій алеї. У Сент-Гейбріелі округу Ібервіль, де в радіусі 16 кілометрів розташовано 30 великих нафтохімічних заводів, лише 9% робочих місць займають місцеві жителі, а щонайменше кожен четвертий мешканець живе в бідності. Обіцяного економічного процвітання від цих великих інвестицій так і не було досягнуто, але, незважаючи на це, дозволи на створення заводів у цьому регіоні продовжують надаватися.

## Критика

Джо Байден

2 березня 2021 року Комітет Організації Об'єднаних Націй (ООН) з прав людини обговорив продовження промислових проєктів уздовж річки Міссісіпі в Луїзіані. Рада ООН з питань сучасного расизму рішуче засудила те, що вони визначили як екологічний расизм під час обговорення з експертами та іншими посадовими особами ООН:
Ця форма екологічного расизму створює серйозні та непропорційні загрози для реалізації низки прав людини, зокрема права на рівність і недискримінацію, права на життя, права на здоров'я, права на достатній життєвий рівень і культурні права, для переважно афроамериканських мешканців.
Думки, висловлені екологічними активістами, були підтримані Комісією з прав людини.
27 січня 2021 року президент США Джо Байден підписав указ про екологічну справедливість і сказав, що від несправедливості найбільше постраждала конкретно Ракова алея. Президент хімічної асоціації Луїзіани Грег Боузер відповів на зауваження президента Байдена щодо регіону, спростувавши у кількох статтях твердження про те, що мешканці промислового коридору мають вищий ризик захворіти на рак. Крім того, він привів дані Луїзіанського реєстру пухлин (LTR) на підтримку своїх тверджень. LTR стверджує, що збільшення смертності від раку, пов'язаного з промисловим забрудненням, не відбулося.
Активісти та місцеві жителі не погодилися з рішенням LTR. Активісти стверджували, що переписні дільниці, дані з яких бралися до уваги, охоплюють великі території, і дані не дозволяли розглядати конкретні місця поруч із хімічними заводами. Крім того, реєстр покладався на медичні записи, щоб визначити, чи був причиною смерті рак. Місцеві жителі були занепокоєні тим, що смерті від COVID-19 не були статистично пов'язані з раком, якщо жертви хворіли на нього. Ще одне занепокоєння місцевих жителів полягало в тому, що люди не мали змоги звертатися за медичною допомогою перед смертю з фінансових або соціальних причин. Оприлюднення конкретних випадків смертей або захворювань та певних даних заборонені через закон про лікарську таємницю.

## Дослідження онкологічних захворювань

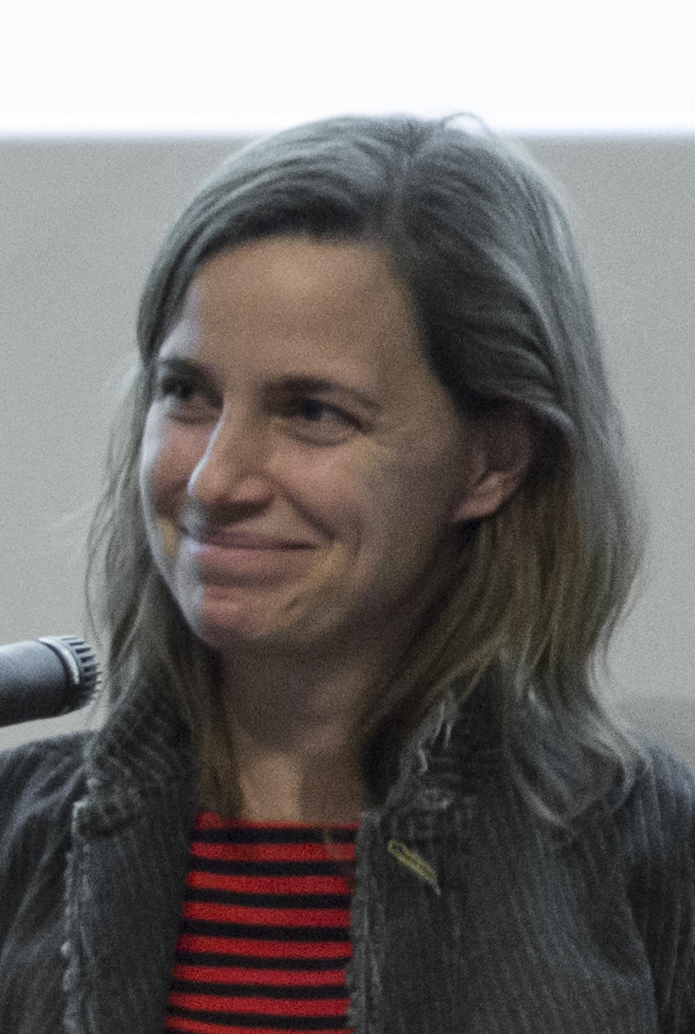

У своїй книзі 2012 року «Нафтохімічна Америка» фотограф Річард Місрах і професор архітектури Колумбійського університету Кейт Орфф дослідили соціальні, екологічні та медичні наслідки нафтохімічної промисловості на Раковій алеї за допомогою фотографій, текстів та ілюстрацій в інфографічному стилі.
Раніше Ракову алею називали Хімічним коридором, доки мешканці та експерти з охорони здоров'я довкілля не виявили, що територія є розсадником онкологічних захворювань. У повітрі в цьому районі було виявлено 50 токсичних хімічних речовин, включаючи бензен, формальдегід і оксиран. Однією з найбільш небезпечних хімічних речовин у цьому районі є хлоропрен, який, за даними Агентства з охорони навколишнього середовища, може викликати рак. Лише наприкінці 1980-х років, коли мешканці району почали помічати скупчення випадків раку та викиднів на відстані кількох миль один від одного, вони почали називати цю територію Раковою алеєю.
Дослідження показали, що серед певних груп населення, які живуть на Раковій алеї, спостерігається аномально високий рівень захворюваності на рак легені, шлунка та нирки. У цьому районі також були випадки рідкісних видів раку, таких як нейробластома (рак нервової клітини) і рабдоміосаркома (рак скелетних м'язів). Рак легенів є одним з найпоширеніших видів раку в цьому районі через переважання галузей, які виробляють залізо/сталь, гуму, фарбу, алюміній та інші хімічні речовини.
У 2018 році «Університетська мережа за права людини» (англ. University Network for Human Rights, UNHR) провела дослідження, в якому зібрала дані про стан здоров'я мешканців у радіусі 2,5 кілометрів від Ракової алеї. Опитування було зосереджене на тому, які симптоми мають люди, хворі на рак легенів. Третина учасників відповіли, що їм регулярно важко дихати і вони часто хриплять. Понад 40% учасників мали частий кашель і були схильні до болю у горлі. Близько 30% учасників також повідомили, що відчувають втому.

## Ракові кластери
Раковий кластер можна охарактеризувати як «появу більшої, ніж очікувалося, кількості випадків раку серед групи людей у певній географічній місцевості протягом певного періоду часу». Кластером раку також можна вважати випадок, коли у кількох членів сім'ї, друзів, сусідів і колег діагностують один і той самий тип раку.
Існують суперечки щодо того, чи можна вважати Ракову алею онкологічним кластером. Оскільки рак є досить поширеним захворюванням, випадки раку можуть згрупуватися, навіть якщо між ними немає жодного зв'язку, що призводить до випадкового виникнення ракових кластерів. Дослідження ракових кластерів у Сполучених Штатах показало, що за останні 20 років значні зусилля, спрямовані на пошук причин виникнення ракових кластерів у громадах, не увінчалися успіхом. У цьому дослідженні розглядалися всі 50 штатів і округ Колумбія, вивчалися типи раку, експозиція, підтвердження кластерів і висновки про зв'язок між відповідними видами раку і впливом навколишнього середовища.

## Дії уряду
Національна оцінка токсичності повітря, проведена Агенцією з охорони довкілля у 2011 році, розглянула токсичні викиди по всій країні і оприлюднила результати у 2015 році. Дослідження показало, що повітря в переписній місцевості Лаплас (Луїзіана), яка знаходиться в Раковій алеї, має вищий, ніж очікувалося, рівень хлоропрену. Це змусило агенцію почати тісно співпрацювати з власником заводу з виробництва неопрену в цьому районі, компанією «Denka Performance Elastomer», та Департаментом якості навколишнього середовища Луїзіани, щоб знизити викиди неопрену. Їхня мета полягала в тому, щоб знизити викиди на 85%.
Влада штату Луїзіана заявляє, що «Denka» досягла мети скорочення викидів на 85%, але деякі мешканці залишаються скептично налаштованими. Багато жителів вважають, що замість того, щоб скорочувати викиди на відсоток, вони повинні становити 0,2 мікрограма на кубічний метр повітря, що вважається безпечним рівнем за версією Агенції з охорони довкілля.

## Моссвіль (Луїзіана)
Моссвілль — це невелика, переважно афроамериканська громада, розташована на околиці Лейк-Чарлз в окрузі Калкасьє, штат Луїзіана. Його заснував у 1790-х роках Джек Мосс, колишній раб, і це була одна з перших громад вільних чорношкірих людей на півдні. Раніше процвітаюча громада незабаром опинилася в безпосередній близькості від кількох промислових підприємств, розташованих у сусідньому містечку Вестлейк. Серед промислових підприємств, розташованих навколо Моссвілля, — нафтопереробний завод, кілька нафтохімічних заводів і одна з найбільших в країні концентрацій виробників вінілхлориду, який є основним інгредієнтом полівінілхлориду, або пластику, відомого як ПВХ. Всі ці підприємства щороку викидають мільйони кілограмів токсинів у повітря, воду і ґрунт.
Один з жителів Мосвілля, Аллен Леблан, розповів свою історію життя у 2015 році. Леблан має інвалідність, його життя постійно супроводжували судоми, проблеми з печінкою, інсульт, тремор, безсоння, втома і депресія. Він також пов'язує свої проблеми зі здоров'ям не зі шкідливими звичками чи спадковістю, а з токсичними викидами промислових підприємств, розташованих у Вестлейку. Леблан каже, що вже понад 15 років знає, що його організм просякнутий токсинами, і що він проміняв би все на нове життя.
Організація «Екологічна акція Моссвілля» (англ. Mossville Environmental Action Now, MEAN) була заснована в 1998 році групою місцевих мешканців. За допомогою Грінпісу, MEAN вдалося переконати місцевий центр з контролю та профілактики захворювань провести токсикологічне тестування. Агентство з реєстрації токсичних речовин і хвороб взяло кров у 28 мешканців Моссвілля, в тому числі й у Леблана. Тести були спрямовані на виявлення діоксинів і діоксиноподібних сполук, які вважаються одними з найбільш небезпечних хімічних речовин у науці. Результати токсикології показали, що середній рівень діоксинів серед мешканців Моссвілля був утричі вищим, ніж серед населення Сполучених Штатів. Рівень діоксинів також був одним з найвищих, коли-небудь зафіксованих в країні.

## Екологічний расизм
Багато науковців та мешканців Ракової алеї називають цей район «передовим прикладом екологічного расизму». Екологічний расизм можна визначити як інституційні правила, норми, політику або урядові/корпоративні рішення, які навмисно націлені на певні громади через небажані для них види землекористування та слабке дотримання законів про зонування та охорону довкілля, що призводить до того, що громади непропорційно піддаються впливу токсичних та небезпечних відходів на основі расової приналежності. Екологічний расизм може бути спричинений кількома чинниками. Ці фактори включають навмисне нехтування правилами, передбачувану потребу в резервуарі для забруднювачів у міських районах, а також відсутність інституційної влади та низьку вартість землі «кольорових людей». Також добре задокументованим і відомим фактом є те, що кольорові громади та громади з низьким рівнем доходу непропорційно страждають від забруднюючих галузей промисловості та слабкого регулювання цих галузей.

## Вплив на довкілля
Розташування Ракової алеї також призводить до інших екологічних наслідків, окрім забруднення повітря. Оскільки Ракова алея розташована близько до Мексиканської затоки, тропічні циклони становлять великий ризик і в минулі роки завдали великої шкоди. Наприклад, у 2005 році ураган Катріна спричинив розлив майже 11 мільйонів галонів нафти у воду поблизу Нового Орлеана. Ураган Гарві у 2017 році спричинив перебої в електропостачанні, що призвело до того, що неохолоджені хімікати на заводі в Г'юстоні розклалися і спалахнули. У 2020 році ураган Лора спричинив пожежу на заводі, який виробляв хімікати для басейнів, що призвело до того, що хлор із завода горів протягом трьох днів.
Одна з найбільших катастроф внаслідок урагану сталася під час урагану Іда у 2021 році. Прогнозований шлях урагану пролягав через промисловий регіон. Загроза руйнувань від урагану змусила підприємства, розташовані на Раковій алеї, викидати необроблені хімічні речовини та гази в повітря через факельну лінію. Незважаючи на те, що факельна лінія спричиняє викиди хімічних речовин у повітря, цей процес є законним у надзвичайних ситуаціях і спалює хімікати безпосередньо в повітрі. Після урагану мешканці залишилися не лише з пошкодженими будинками, але й з більшим забрудненням повітря та води, ніж до цього.

## Активізм та екологічна справедливість

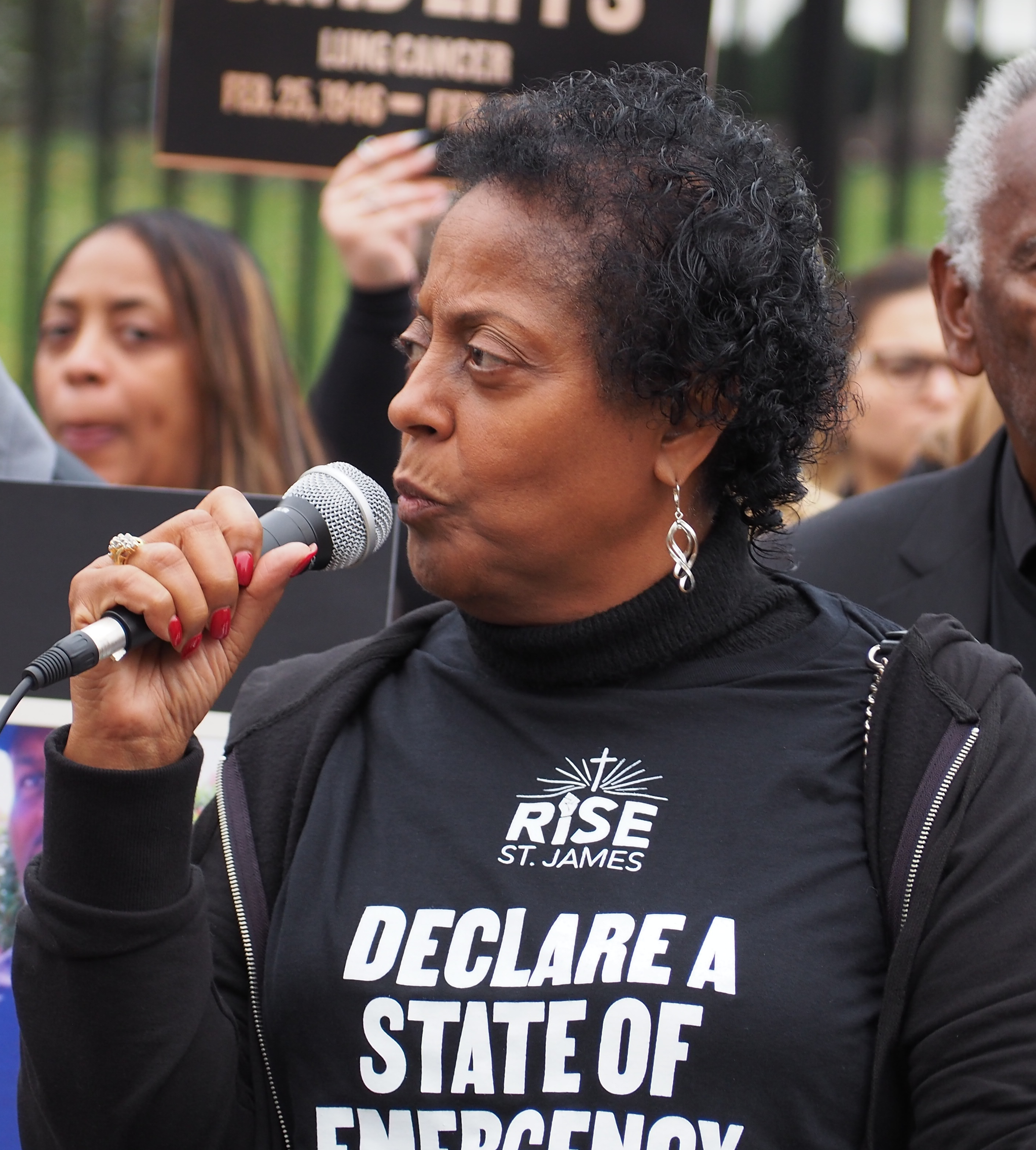
Шерон Лавін, одна з учасників організації «Rise St. James»

Останніми роками у Сполучених Штатах рухи на захист довкілля та громадянських прав об'єдналися у єдиний рух за екологічну справедливість у відповідь на те, що меншини та малозабезпечені громади по всій країні постійно перебувають під загрозою забруднення. Багато громад, які стикаються з найбільшим тягарем від забруднення, як правило, є бідними і складаються переважно з меншин. Через це бідні громади та меншини вдаватимуться до активізму, щоб захистити себе.
У вересні 2022 року захисники екологічної справедливості на півдні Луїзіани змогли заявити про перемогу після того, як у суді було відмовлено у будівництві двох великих нафтохімічних комплексів. Суддя окружного суду штату Труді Вайт винесла рішення, яким скасувала та анулювала 14 дозволів на забруднення повітря, виданих Департаментом якості навколишнього середовища Луїзіани (англ. Louisiana Department of Environmental Quality, LDEQ) для пропонованого комплексу «Formosa Plastics Group» у містечку Велкам. Місто вже має кілька нафтопереробних заводів та промислових підприємств, а також розташоване на Раковій алеї.
Ще одна група, яка активно бореться проти нафтохімічної промисловості в Раковій алеї, — це «Rise St. James». «Rise St. James» — це релігійна громадська організація, яка бореться за екологічну справедливість і працює над тим, щоб перемогти розповсюдження нафтохімічної промисловості в окрузі Сент-Джеймс, штат Луїзіана. У 2019 році організація успішно зупинила будівництво заводу з виробництва пластмас вартістю 1,25 мільярда доларів і наразі бореться за те, щоб не дозволити компанії «Formosa Plastics» побудувати багатомільярдний завод у цьому окрузі. Rise St. James також прагне інформувати громаду і тих, хто не належить до неї, про хімічні речовини, які вони вдихають кожного дня. На веб-сайті організації є сторінка «Хімічна речовина місяця» (англ. Chemical of the Month), де можна знайти інформацію про конкретну хімічну речовину та її кількість у певних районах Ракової алеї.

## У масовій культурі
Британський індастріал-метал гурт Godflesh використав цифрове зображення розп'яття перед Раковою алеєю як обкладинку для свого альбому 1996 року «Songs of Love and Hate».
Соціолог Арлі Расселл Хохшильд у своїй книзі 2016 року "«Чужі на своїй землі»" (англ. Strangers in Their Own Land) обговорює стан довкілля та здоров'я на Раковій алеї, а також соціально-економічні та політичні наслідки від її існування.

## Дивіться також
- Раковий кластер
- Екологічна справедливість
- Екологічний расизм
- Роберт Білотт